# 佐藤ミチル
佐藤 ミチル（さとう みちる、1980年2月16日 - ）は、日本の男性声優。ティーズファクトリー所属。東京都出身。

## 略歴
アミューズメントメディア総合学院卒。同校の同期に近藤隆、井上剛らがいる。
2017年7月7日、声優の辻あゆみと結婚した。

## 人物
趣味はバスケットボール、スキー、カラオケ。特技は料理。

## 出演
太字はメインキャラクター。

### テレビアニメ
- カレイドスター（2003年、クリス、ビンス、記者、動物キャスト、カップル、ディック、キャスト、男、オペレーター）
- カレイドスター　新たなる翼（2003年 - 2004年、チャーリー、ビンス、記者、アシスタントディレクター）
- それいけ!ズッコケ三人組（2004年、皆本章）
- プレイボール（2005年、イガラシ）
- LEMON ANGEL PROJECT（2006年、鷺宮はじめ）
- 君が主で執事が俺で（2008年、未有信者(3)）
- パブー&モジーズ（2012年、ピーター・ピッグ）
- よふかしのうた（2022年 - 2025年[4]、マツダ[5]） - 2シリーズ[一覧 1]
- 天国大魔境（2023年、リビューマン）

### ゲーム
- Darling II Backlash（2002年、岩戸和浩）
- PROJECT SYLPHEED（2006年、ブランドン・ショア）
- SIGNAL（2009年、岩戸和浩）

### ラジオ
- RADIO de アニメ魂
- らじおBS11（BS11公式キャラクター・じゅういっちゃんの声を担当[6]）

### 舞台
- 演劇集団チキンラン第3回公演（Ｗキャスト／アルタイル・コリンズ）

### シリーズ一覧
1. ↑  Season1（2022年）、Season2（2025年）